# Challenger de Napa 2013
El Napa Valley Challenger 2013 fue un torneo de tenis profesional que se jugó en pistas duras. Se trató de la 1ª edición del torneo que forma parte del ATP Challenger Tour 2013. Tuvo lugar en Napa, Estados Unidos entre el 23 y 29 de septiembre de 2013.

## Jugadores participantes del cuadro de individuales

### Cabezas de serie
| Favorito | País                      | Jugador        | Ranking1 | Posición en el torneo |
| -------- | ------------------------- | -------------- | -------- | --------------------- |
| 1        | Bandera de Estados Unidos | Denis Kudla    | 95       | Cuartos de final      |
| 2        | Bandera de Estados Unidos | Tim Smyczek    | 104      | Semifinales           |
| 3        | Bandera de Estados Unidos | Rhyne Williams | 125      | Cuartos de final      |
| 4        | Bandera de Estados Unidos | Alex Kuznetsov | 128      | Semifinales           |
| 5        | Bandera de Estados Unidos | Bradley Klahn  | 133      | Cuartos de final      |
| 6        | Bandera de Australia      | Matthew Ebden  | 135      | FINAL                 |
| 7        | Bandera de Estados Unidos | Steve Johnson  | 142      | Primera ronda         |
| 8        | Bandera de Estados Unidos | Donald Young   | 143      | CAMPEÓN               |

- 1 Se ha tomado en cuenta el ranking del 16 de setiembre de 2013.

### Otros participantes
Los siguientes jugadores recibieron una invitación (wild card), por lo tanto ingresan directamente al cuadro principal:
- Collin Altamirano
- Ben McLachlan
- Dennis Novikov
- Tim Smyczek

Los siguientes jugadores ingresan al cuadro principal tras disputar la fase clasificatoria:
- Greg Ouellette
- Thanasi Kokkinakis
- Jesse Witten
- Dimitar Kutrovsky

## Campeones

### Individual Masculino
- Donald Young derrotó en la final a  Matthew Ebden 4-6 6–4, 6–2

### Dobles Masculino
- Bobby Reynolds /  John-Patrick Smith derrotaron en la final a  Steve Johnson /  Tim Smyczek 6-4, 7-62